# 9529 Protopapa
9529 Protopapa este un asteroid din centura principală de asteroizi.

## Descriere
9529 Protopapa este un asteroid din centura principală de asteroizi. A fost descoperit pe 2 martie 1981 la Siding Spring de Schelte J. Bus. Asteroidul prezintă o orbită caracterizată de o semiaxă mare de 2,42 ua, o excentricitate de 0,16 și o înclinație de 0,3° în raport cu ecliptica.